# Opbouw van de Aarde

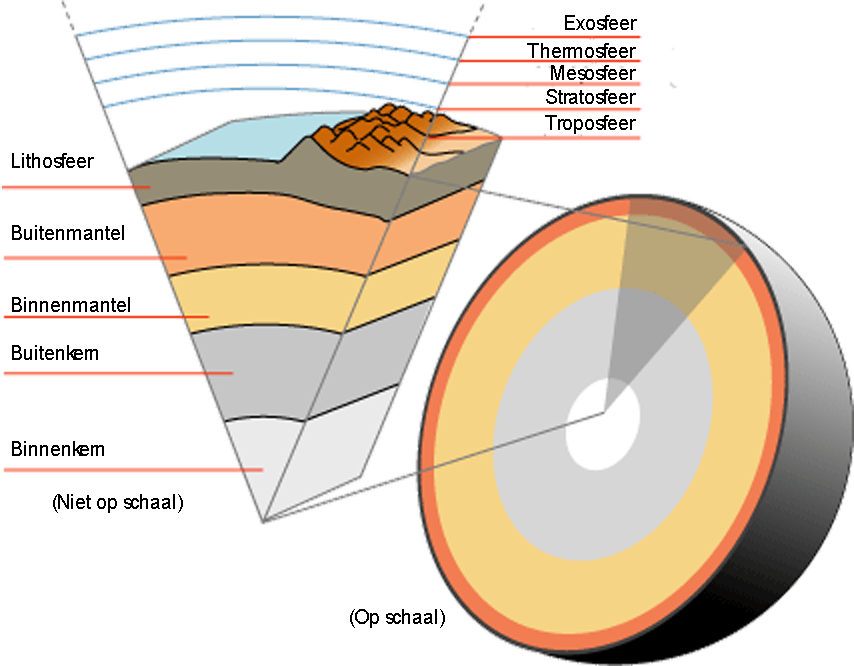
Schematische weergave van een indeling van de atmosfeer en de vaste Aarde.

De opbouw van de Aarde komt overeen met die van andere terrestrische planeten. Omdat de Aarde makkelijker te bestuderen valt dan andere terrestrische planeten, wordt de indeling van de Aarde in de planetologie als standaard gebruikt, waar andere planeten mee vergeleken worden. De Aarde wordt ingedeeld in "sferen", die onafhankelijk van elkaar te bestuderen zijn, maar ook onderling in interactie staan. Als geheel kan de Aarde daarom ook als één systeem worden gezien, het "systeem Aarde".
Een eerste onderverdeling is in een atmosfeer (het gasvormige omhulsel van de Aarde), een biosfeer (al het leven op Aarde), een hydrosfeer (al het vloeibare water op Aarde) en een vaste Aarde (omvattende de vaste levenloze materie, zoals gesteenten, mineralen en metalen).

## Atmosfeer

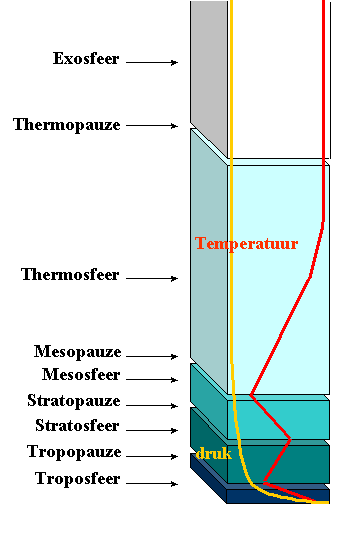
Indeling van de atmosfeer met druk- en temperatuurverloop.

Kennis over de aardatmosfeer is voornamelijk afkomstig uit de meteorologie, klimatologie en geochemie.
De atmosfeer wordt ingedeeld op temperatuurverloop met de hoogte: de temperatuurgradiënt. Als de temperatuur toeneemt met de hoogte, is er sprake van een positieve gradiënt, bij afname is sprake van een negatieve gradiënt. De buitenste laag wordt de exosfeer genoemd, deze gaat door tot rond de 10.000 km van de Aarde en heeft een negatieve temperatuurgradiënt. Ook de mesosfeer en troposfeer hebben een negatieve gradiënt. De tussenliggende thermosfeer en stratosfeer hebben een positieve gradiënt. In de stratosfeer ligt dit aan de absorptie van ultraviolet licht in het spectrum van Zonlicht, in de thermosfeer door de ionisatie van gasdeeltjes die datzelfde ultraviolette licht veroorzaakt. Beide processen zorgen voor opwarming in de betreffende laag. Omdat de omslagpunten in de temperatuurgradiënt boven de tropen op grotere hoogte liggen dan boven de polen, vinden de overgangen tussen deze lagen niet plaats op een vaste hoogte.
De atmosfeer (of dampkring) wordt naar buiten toe steeds minder dicht ("ijler"). De troposfeer, de laag van het oppervlak tot rond 15 km hoogte, bevat naar schatting rond de 80% van de totale massa van de atmosfeer. Ook is er een verschil in samenstelling: de onderste lagen bevatten relatief veel van de zwaardere gassen kooldioxide en waterdamp. Ozon concentreert zich in de ozonlaag in de stratosfeer (rond 20 km hoogte), omdat het hier door fotolyse door ultraviolette straling uit zuurstof wordt gevormd. Het verbranden van meteorieten zorgt voor een verhoogde concentratie ijzer en andere metalen in de mesosfeer.

## Biosfeer en hydrosfeer
De biosfeer is niet een duidelijke "laag" in de zin van een schil waaruit de planeet is opgebouwd. De hydrosfeer is bij de continenten als grondwater of oppervlaktewater aanwezig, bij de oceanen als een gemiddeld 3 km dikke laag water. Beide zijn als aparte onderdelen van het systeem Aarde te beschouwen. De Aarde is het enige lichaam in het Zonnestelsel dat een biosfeer of hydrosfeer heeft. Andere planeten of manen zijn beperkt tot alleen een lithosfeer of soms ook een atmosfeer. Water komt overigens als ijs ook op andere planeten voor, ook wordt aangenomen dat de Jupitermaan Europa een mantel van vloeibaar water bezit.
Kennis over de biosfeer komt vooral uit de biologie en ecologie. De hydrosfeer wordt bestudeerd door de hydrologie en oceanografie.

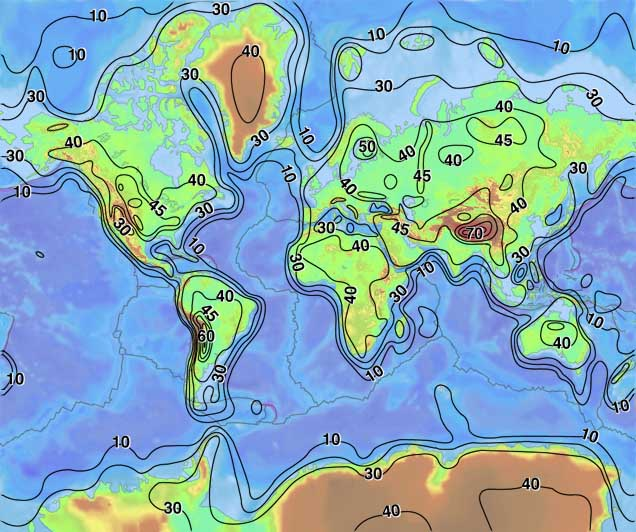
Dikte van de korst vergeleken met de hoogteligging van het aardoppervlak. De zwarte contourlijnen (isopachen) geven de dikte van de korst aan, de inkleuring de hoogte ten opzichte van zeeniveau.

## Vaste Aarde
Het direct waarnemen van het diepere binnenste van de Aarde is niet mogelijk. Er zijn echter wel indirecte manieren om meer over de opbouw van de vaste Aarde te weten te komen. De belangrijkste is de seismologie, waarbij uit seismische golven gegevens over het binnenste van de Aarde worden verzameld. Ook kunnen door vulkanisme en tektoniek omhoog gebrachte materialen bestudeerd worden, zoals in de petrologie en geochemie gebeurt.

### Chemische indeling
De vaste Aarde is naar chemische samenstelling ingedeeld in grofweg drie schillen: de korst, de mantel en de kern. De grens tussen de korst en de mantel heet de Mohorovičić-discontinuïteit (kortweg "Moho"), de grens tussen de mantel en de kern de Wiechert-Gutenbergdiscontinuïteit.
De korst is chemisch zeker niet homogeen. Grofweg kan een tweedeling gemaakt worden in mafische oceanische korst en felsische continentale korst. Bij de continenten is de korst bovendien veel dikker (gemiddeld rond de 35 km) dan onder oceanen (gemiddeld rond de 8 km). Op een aantal (zeldzame) plekken ontbreekt de korst zelfs geheel en komt mantelgesteente aan het oppervlak.
De mantel wordt door seismologen als redelijk homogeen beschouwd. De oorzaak zou liggen in het feit dat in de mantel op geologische tijdschalen mantelconvectie, stroming van vast gesteente veroorzaakt door de warmtestroom uit het binnenste van de Aarde, plaatsvindt. In de mantel komen mineralogische faseovergangen voor, door het toenemen van druk en temperatuur met de diepte, die discontinuïteiten vormen waarop seismische golven worden weerkaatst of afgebogen. De belangrijkste fase-overgang ligt op 660 km, waar het mineraal olivijn van een spinel-structuur (boven) overgaat naar een compactere perovskiet-structuur. De mantel wordt langs deze discontinuïteit onderverdeeld in een bovenmantel (hoger dan 660 km) en een ondermantel (dieper dan 660 km).
De kern kan in twee delen worden onderverdeeld: een buitenkern van volledig gesmolten metalen, en een binnenkern opgebouwd uit vaste metalen, beide bevatten voornamelijk ijzer en nikkel. In het vloeibare metaal van de buitenkern vinden stromingen plaats, die als een soort enorme dynamo het aardmagnetisch veld opwekken.

### Fysische indeling
De bovenste 150 km van de Aarde bestaat uit vaste, rigide gesteenten, die samen de lithosfeer vormen. In dit gesteente vindt voornamelijk brosse deformatie plaats. Daaronder ligt de zogenaamde plastische zone, waar het gesteente wel vast is, maar plastisch deformeert en daarom kan stromen. Men noemt dit de asthenosfeer. Door het plastische gedrag van de asthenosfeer, drijft de lithosfeer als het ware op de asthenosfeer. Dit zorgt ervoor dat het principe van isostasie toepasbaar is op de lithosfeer. Het feit dat de asthenosfeer kan stromen en de lithosfeer rigide is, zorgt er ook voor dat platentektoniek kan plaatsvinden. Tektonische platen bestaan uit stukken lithosfeer en "drijven" op de asthenosfeer.
Onder de asthenosfeer, vanaf rond de 300 tot 400 km diepte, volgt een laag waar het gesteente weer sterker wordt. Dit komt door de toenemende druk en de fase-overgang van het mineraal olivijn, dat rond de 400 km diepte de dichtere, compactere spinel-structuur aanneemt. Dit sterkere deel van de mantel wordt de mesosfeer genoemd (niet te verwarren met de gelijknamige laag in de atmosfeer).